# Azul horizonte
El Azul horizonte (Bleu horizon) es el nombre de un color azul gris claro. Se usa sobre todo para el que se utilizó en los uniformes azul-grisáceos de las tropas francesas de 1915 a 1921 . También ha servido sobrenombre a los grupos políticos que apoyaban al Ejército francés durante la Primera Guerra Mundial.

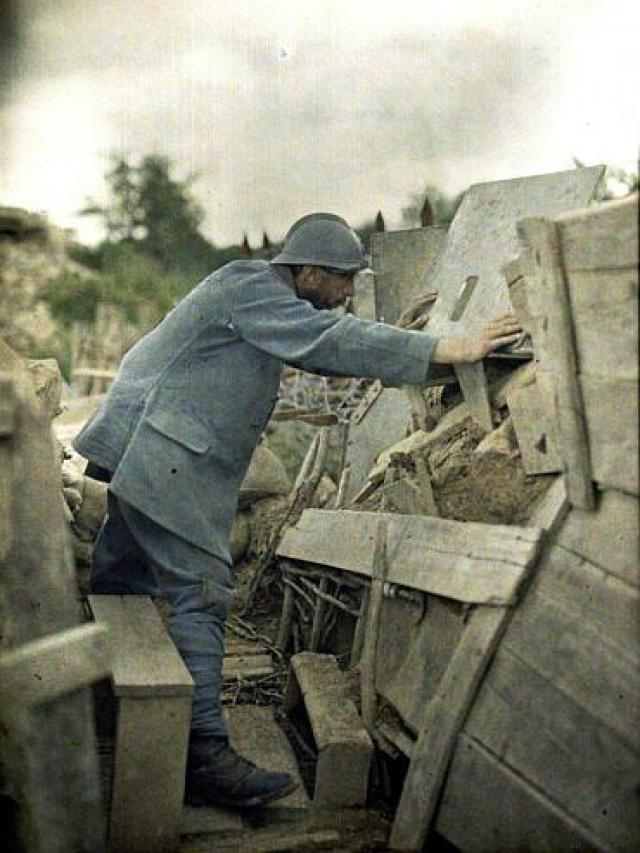
Observador del ejército francés con su uniforme "Azul horizonte".

## Contexto histórico
La expresión «Azul horizonte» ya se usaba en 1884, entre los múltiples tonos del color azul que se usaban en catálogos de moda.
En 1899, en el Diario de debates, acerca los barcos de motor para la administración de la prisión de Cayena, indica que están "pintados de color horizonte para ocultarse más fácilmente ."
En un catálogo de empresas químicas publicado en 1905, da cuatro tonos de azul horizonte "recordando el color azul del cielo en el horizonte", sinónimo de "azul cobalto imitación".

## El uniforme azul
El color del uniforme de la infantería francesa se refiere como "horizonte azul" en tres etapas:
Las primeras órdenes a finales de 1914 hablaban de un nuevo color para el uniforme como "azul claro".
El 16 de enero de 1915, un artículo publicado en L'Illustration resalta el color de los soldados de la técnica como "Color horizonte" . Le Matin lo compara " con el cielo azul en el horizonte" .
En febrero, el periódico Le Temps compara los viejos y nuevos uniformes: "Vemos que el paño oscuro de viejos abrigos convive con el azul horizonte de los nuevos". 
En la primavera de 1915, la terminología se hizo popular. Poco a poco se convierten en "azul horizonte" y es perfectamente común en septiembre. Nunca será regulado .
El término se hizo tan popular que finalmente aparecerá en las descripciones oficiales del ejército. Esta mezcla de términos se mantiene y las regulaciones continúan denominando a la tela del uniforme "tela azul clara" hasta más allá de 1921.

## Los ensayos previos a la guerra
En 1914 , el ejército francés estaba equipado con capotes de color "hierro gris azul" (gris de fer bleuté) y los pantalones y quepis de color rojo . A principios del siglo XX, la Guerra de los Bóeres llamó la atención del personal militar de las grandes naciones de la necesidad de reformar la ropa militar . Un estudio realizado en 1892 encontró que es más difícil localizar un blanco gris-azulado que uno en azul-rojizo . Entre 1903 y 1914, el ejército francés intentó crear nuevos uniformes : en 1902 el traje de color gris-azul llamado "Boer" y en 1906 el color beige-azul.
Todos estos intentos de reforma fracasaron debido a la oposición de la opinión pública . El Alto Mando francés finalmente eligió el azul-gris en noviembre de 1912 en una decisión de Alexandre Millerand. El 26 de mayo de 1914, el Consejo Supremo de Guerra votó la adopción de una tela "tricolor" obtenida por una mezcla de fibras de lana azul, blanca y roja. 
La ley de 18 de julio de 1914 dispuso para la sustitución de los uniformes por los nuevos, incluyendo todas las piezas que serían totalmente confeccionados en un paño nuevo de este color.
```
   
"¿Por qué el color azul? Esto ya se adoptó en principio, después de una decisión del ministro tras la reunión del 26 de mayo de 1914 del Consejo Supremo de Guerra. El azul se considera el único color que se puede elegir de manera útil, ya que todos los otros tonos, entre ellos los neutrales, se habían encargado por ejércitos extranjeros. " 
```

- Intendente General Defait (1921)

## Agosto de 1914
El 2 de agosto de 1914, el día de la movilización general , el departamento de guerra adoptó en un principio, la adopción de un solo paño azul para la fabricación de todos los uniformes. El 8 de agosto, el superintendente general Defait, director del Ministerio de Administración de Guerra, renuncia a la adopción de la tela tricolor por consejo de Monsieur Balsan, fabricante de ropa en Châteauroux . Dos factores fueron en contra de la adopción de la tela tricolor: la falta de alizarina , colorante sintético hecho en Alemania, entre otros, por BASF y la aplicación de la dificultad de la tela tricolor por todos los fabricantes franceses de tela cuya producción era aún difícil de organizar durante la guerra.
El 14 de agosto de 1914, se hizo un pedido a la compañía Balsan para recibir nuevas muestras de telas en varios tonos azules entre "gris hierro azul" y "azul cielo" . Maurice Allain, director de producción de la fábrica, propone incluir una tela que contiene las fibras de lana teñidas con "hierro gris azulado" para los capotes de antes de la guerra . Por lo tanto, se seguirán usando las fibras de lana ya teñidas para este propósito. 
En la mañana del 16 de agosto de 1914, el director ejecutivo de la pañería de Chateauroux, Roger de La Selle, lleva a París las muestras al Ministerio de la Guerra. Durante el día, el superintendente General presenta las muestras de tela a Adolphe Messimy en su oficina y personalmente selecciona una tela "gris azul de hierro", con fibras claras azules y blancas. Al día siguiente, esta tela es adoptada oficialmente para todos los uniformes del ejército francés.

## La tela "Bleu Horizon" 1914-1918
Las primeras entregas de los uniformes de este color son a finales de septiembre de 1914 . Se tarda alrededor de un año antes de que todo el ejército francés esté equipado. Este período se llama "la crisis de la ropa" .
El uniforme azul es bastante variable, especialmente en lo que se refiere al color, que resiste mal la luz y el clima.

## Después de la Gran Guerra
El "azul horizonte" se convirtió rápidamente en el símbolo de los poilus. Después del conflicto, simboliza a los veteranos y el nacionalismo intransigente y de los conservadores ansiosos "por hacer que Alemania pagara."
Las tropas francesas metropolitanas adoptaron paño de color caqui, llamado "caqui americano", por votación del Consejo Supremo de Guerra el 6 de noviembre de 1921 . No obstante, el Consejo decidió vender las enormes reservas existentes de tela "azul horizonte" y la mezcla de uniformes siguió siendo variada durante el período de entreguerras . Algunas tropas todavía usaban uniformes de color azul durante la batalla de Francia .
En el siglo XXI , el término "horizonte azul" se encuentra en la moda y la literatura, con su carácter descriptivo de antes de la Gran Guerra, para designar conjuntos de tejido de color azul-gris claro o el color de los ojos .